# Пожар (повесть)
«Пожар» — философско-публицистическая повесть Валентина Распутина, впервые опубликованная в 1985 году.
Следующее крупное произведение писателя — повесть «Дочь Ивана, мать Ивана» — вышло только в 2003 году.
По мнению Е. С. Роговера, тот стон и даже крик о неблагополучии жизни, который прозвучал в книге, «оказался будоражащим и своевременным».